# Großer Stein (Altentreptow)

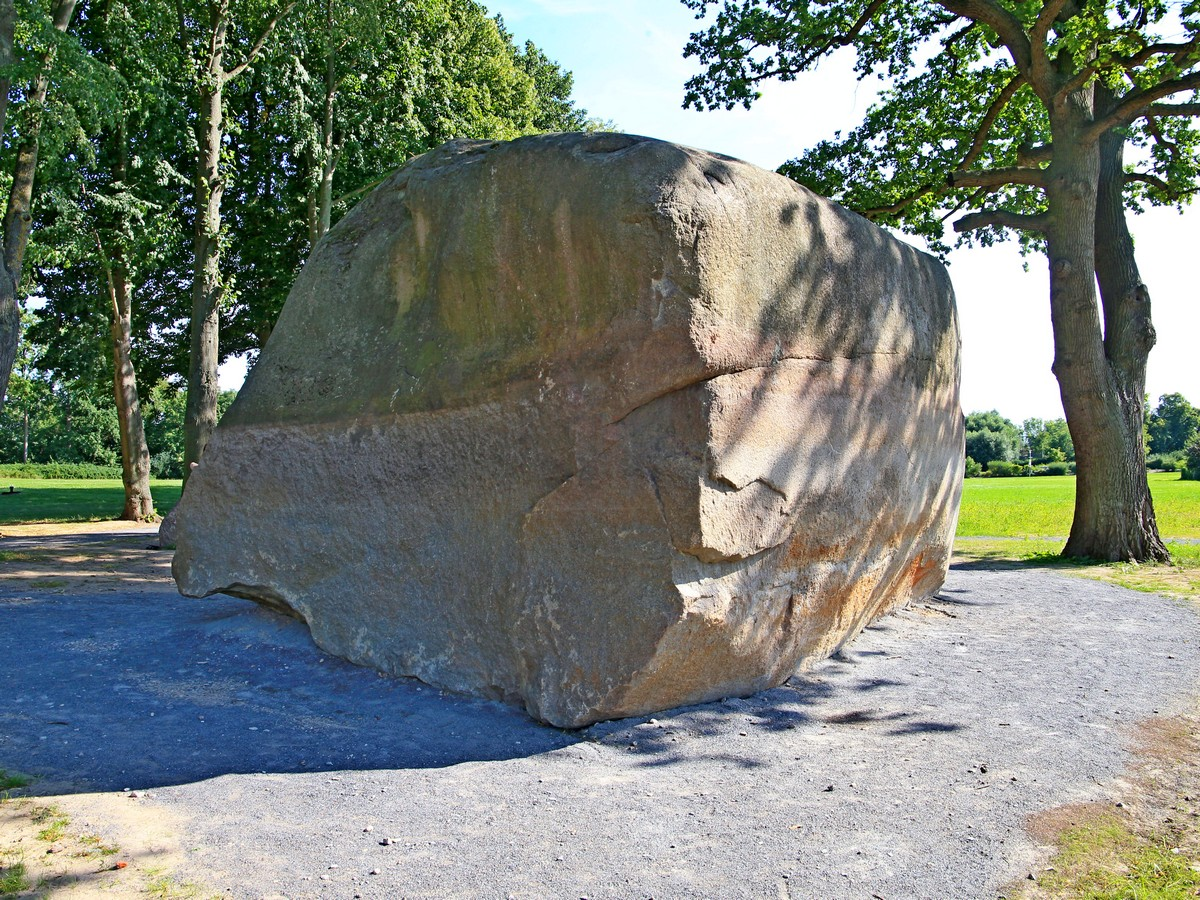
Großer Stein nach der Anhebung aus der Erde, 2021

Der Große Stein ist ein 450 Tonnen schwerer Findling in Altentreptow in Mecklenburg-Vorpommern, der aus mittelkörnigem Granit besteht.

## Eigenschaften
Der Große Stein ist nach den Markgrafensteinen der größte auf dem Land liegende Findling Norddeutschlands und der zweitgrößte bekannte Findling Norddeutschlands nach dem 550 Tonnen schweren, im Wasser der Ostsee liegenden Buskam. Der Große Stein kam wahrscheinlich während der Weichseleiszeit an seinen jetzigen Standort.

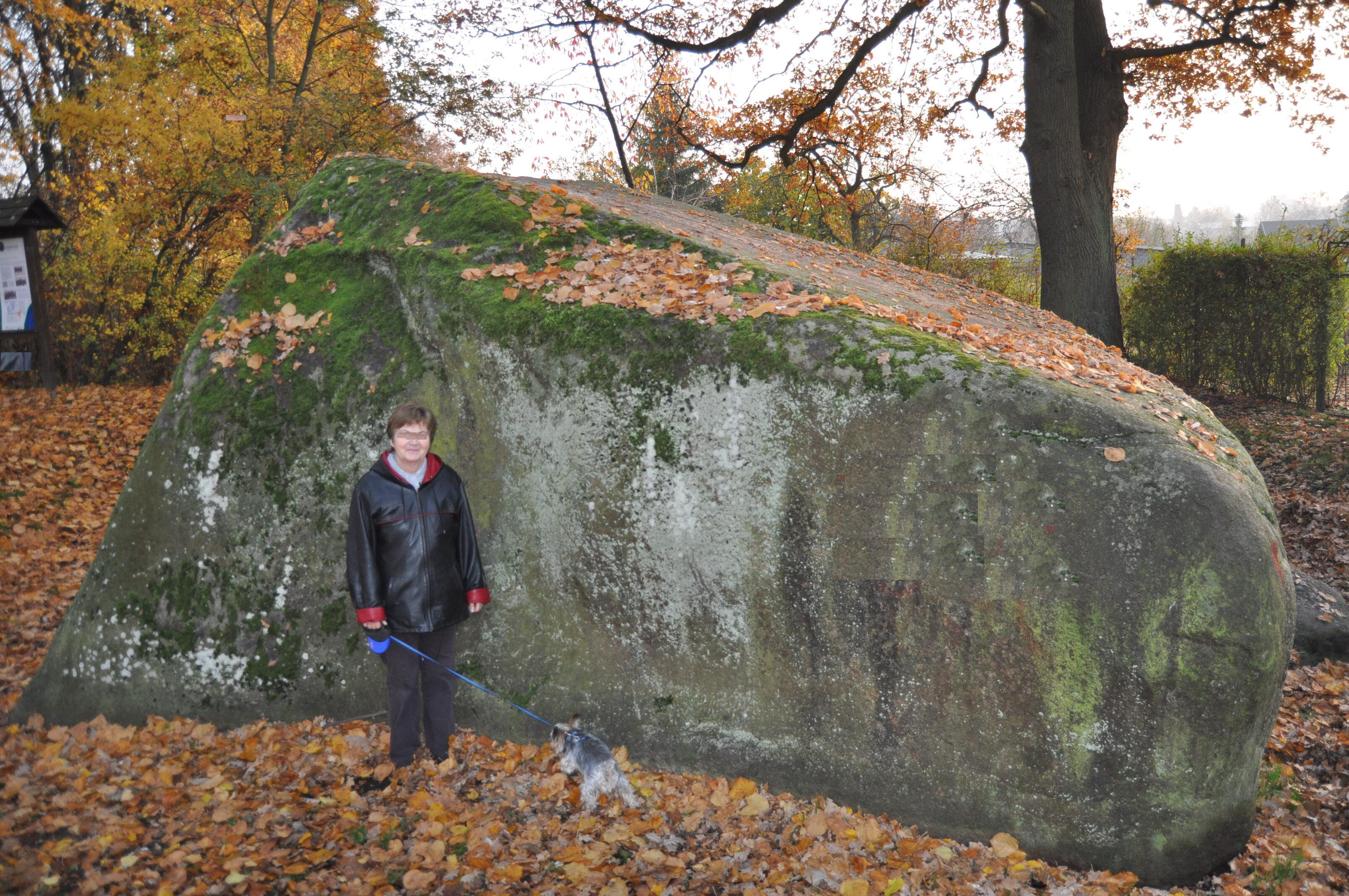
Großer Stein vor der Anhebung aus der Erde, 2011

Der Findling hat eine Länge von 8,2 m, eine Breite von 6 m und eine Höhe von 5,2 m bei einer Masse von etwa 450 Tonnen. Das Volumen des ursprünglich 2,6 m aus der Erde ragenden Steins betrug ersten Schätzungen nach 133 m³ bei einem Umfang von 23 Metern. Er lag etwa zur Hälfte unter der Erdoberfläche, so dass sich sein Gewicht und Volumen zunächst nicht genau bestimmen ließen. Durch das 2021 erfolgte Anheben des Steins ließen sich seine Maße und das Volumen genauer bestimmen. Laut dem Geologischen Landesdienst Mecklenburg-Vorpommern ist der nun im vollen Umfang sichtbare Stein etwa 20 m³ größer und 65 Tonnen schwerer als bis dahin angenommen. Der Geologe Rolf Reinicke gab nach der Hebung den Rauminhalt mit 166 Kubikmetern an, das Gewicht mit 450 Tonnen.
Der Große Stein ist ein Naturdenkmal und wird als Geotop mit der Nr. G2_025 geführt. Er ist Teil des 4880 Quadratkilometer großen Geoparks Mecklenburgische Eiszeitlandschaft.
Zunächst wurde angenommen, dass der Findling wie auch der Buskam aus Hammergranit, benannt nach der Region Hammeren im Norden der Insel Bornholm, besteht. Daran gab es nach der Freilegung im Jahr 2021 Zweifel. Anhand von Proben, die von den in der Baugrube aufgefundenen, tonnenschweren Absplitterungen genommen wurden, ließ sich die Herkunft vielmehr in Schweden vermuten.

## Geschichte
Schon 1832 erwähnte ihn der Geologe Ritzky in den Baltischen Studien als eines der bedeutendsten Geschiebe in Norddeutschland. Erste bildliche Darstellungen gibt es seit etwa 1850. Um 1900 tauchte der Findling häufig auf Ansichtskarten auf. Auf späteren Darstellungen wurde er als Bismarck-Stein bezeichnet, 1915 feierlich eingeweiht und mit einem Relief von Otto von Bismarck und einer Inschrift „Bismarck 1. April 1815 1. April 1915“ versehen. Im November 1959 wurde auf Befehl des Ministeriums für Staatssicherheit das Relief entfernt. Die Spuren dieser Beseitigung sind auf der Vorderseite noch zu erkennen.

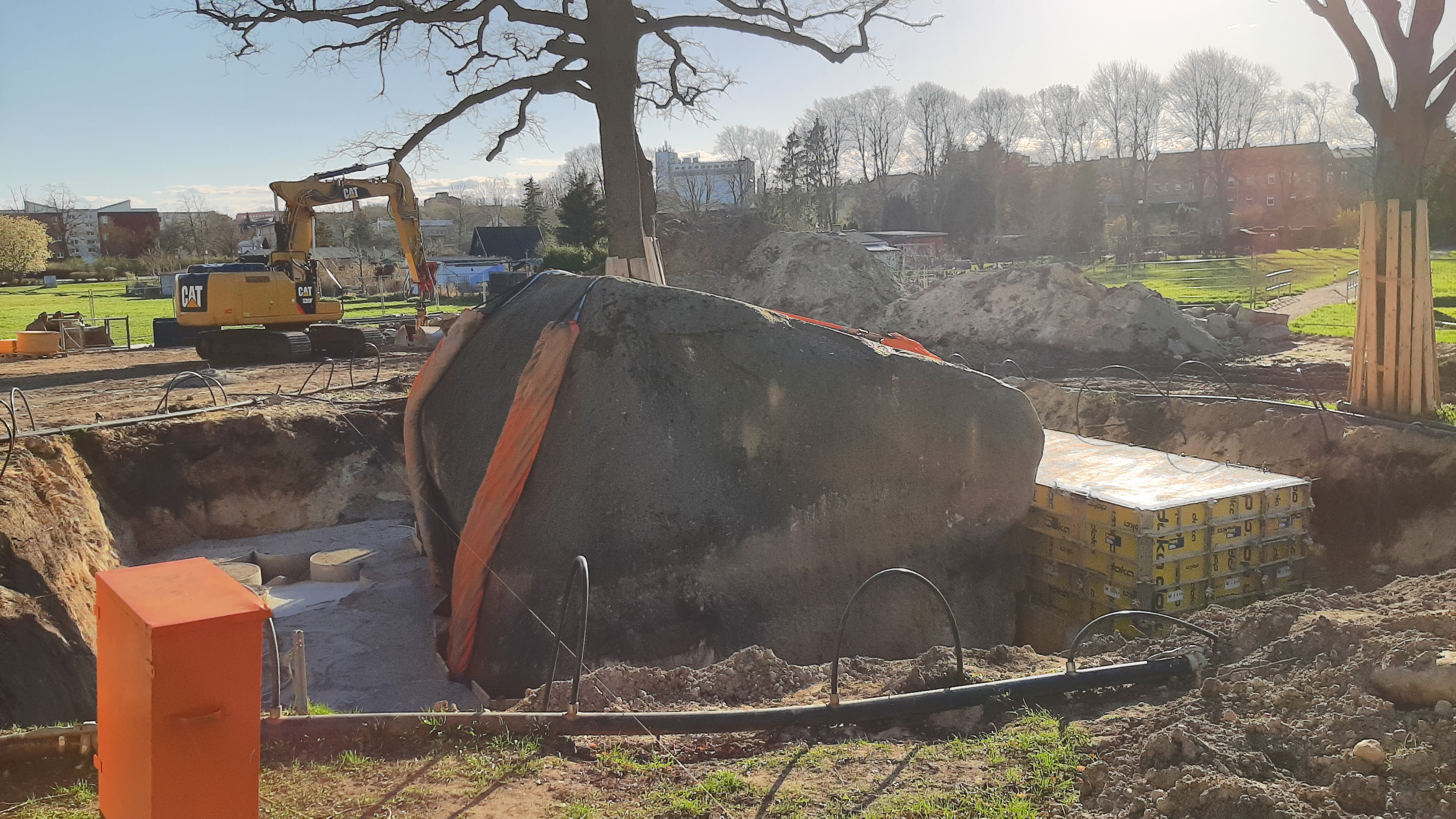
Freigelegter Stein mit Baugrube (April 2021)

2021 ließ die Stadt Altentreptow den Stein aus der Erde heben, um ihn besser sichtbar zu machen und seine Attraktivität als touristisches Ziel zu verbessern. Dazu wurde der Stein mit hydraulischen Pressen um rund drei Meter angehoben. Die Gesamtkosten betrugen 244.000 Euro. Mit 70.000 Euro wurde die Maßnahme aus dem Vorpommern-Fonds des Landes gefördert. Der Bund der Steuerzahler Mecklenburg-Vorpommern kritisierte die Maßnahme und führte sie in seinem „Schwarzbuch“ auf. Er warf der Stadt Verschwendung und mangelnde Sorgfalt im Umgang mit Steuermitteln vor. Hinzu kommt ein „Bilderrahmen“, der hinzugefügt wurde, um ein im perfekten Winkel stehendes Bild zu erzeugen.
Einer Sage nach warf ihn der Teufel (oder ein Riese) wütend nach dem Kirchturm von Altentreptow, verfehlte diesen aber und der Stein schlug auf dem Klosterberg ein.